# Rosawa (Ukraina)
Rosawa (ukr. Росава) – wieś na Ukrainie w obwodzie kijowskim i rejonie obuchowskim. Zamieszkuje ją 2410 оsób.